# Harry von Zell
Harry von Zell (11 de julio de 1906-21 de noviembre de 1981) fue un locutor radiofónico y actor cinematográfico y televisivo de nacionalidad estadounidense.

## Biografía
Nacido en Indianápolis, Indiana, su familia se mudó a California, donde von Zell estudió música y arte dramático en la Universidad de California, sede Los Ángeles y se ocupó en trabajos diversos. Tras cantar en un programa de radio engañado por unos amigos, recibió ofertas de emisoras para trabajar en ellas, iniciando así su carrera en el medio. En una prueba para el show de Paul Whiteman derrotó a otros 250 locutores y, cuando la serie finalizó en 1930, fue a Nueva York, donde fue locutor de la CBS, trabajando con Fred Allen, Phil Baker, Eddie Cantor, Eddy Duchin y Ed Wynn. Además fue locutor del show The March of Time.
Siendo un joven locutor, von Zell tuvo un memorable desliz verbal en 1931 al referirse al Presidente Herbert Hoover como "Hoobert Heever" en un homenaje en directo durante el cumpleaños de Hoover. El error de von Zell llegó al fin del programa, tras haber pronunciado correctamente en varias ocasiones  el nombre del Presidente. Este fallo fue recogido en el disco de fallos que Kermit Schaefer recopiló bajo el título de Pardon My Blooper.
Von Zell fue además el vocalista en la primera sesión de grabación de la carrera musical de Charlie Barnet, una sesión que tuvo lugar el 9 de octubre de 1933, y en la cual von Zell cantó "I Want You, I Need You" y "What Is Sweeter (Than the Sweetness of 'I Love You')?".

### Comedia radiofónica
Como actor, von Zell actuó en la serie radiofónica de Joan Davis como el enamorado del personaje de Verna Felton. Von Zell también tuvo un programa propio, de corta trayectoria, The Smiths of Hollywood, en el cual trabajaban Arthur Treacher y Jan Ford (que más adelante sería conocida como Terry Moore, la amante de Howard Hughes).

### Cine y televisión
Como actor cinematográfico, von Zell actuó en al menos 28 largometrajes y en su propia serie de cortos cómicos para Columbia Pictures (1946–50). La publicidad que consiguió con sus comedias en la Columbia hizo que fuera contratado para trabajar en The Burns and Allen Show. Von Zell reemplazó al locutor de la versión radiofónica, Bill Goodwin, en septiembre de 1951. Actuando bajo su propio nombre, al igual que hizo Goodwin, von Zell interpretaba al atontado amigo de los Burns y al locutor del show dentro del show. Antes de ello, el primer trabajo televisivo destacado de von Zell fue el de locutor y portavoz de la cerveza Pabst Blue Ribbon en el show de Jackie Gleason The Life of Riley, a principios de 1950.
Entre 1958 y 1959, von Zell escribió la adaptación televisiva de cuatro episodios de la serie "Wagon Train", actuando en uno de ellos.

### Últimos años
Von Zell hizo los comentarios de Celebrity Golf, una serie de partidas de golf de nueve hoyos y media hora de duración llevada a cabo en 1960, en la que Sam Snead llevaba a celebridades de Hollywood a jugar en campos de golf de Los Ángeles, tales como Woodland Hills y Lakeside Country Club. 
En sus últimos años von Zell fue portavoz de la empresa de Los Ángeles Home Savings of America, y en 1976 fue uno de los muchos destacados locutores radiofónicos en participar en el especial televisivo The Good Old Days of Radio. 
Harry von Zell falleció a causa de un cáncer en 1981 en Woodland Hills (Los Ángeles), California. Tenía 75 años de edad. Sus restos fueron incinerados y las cenizas esparcidas en el mar.

## Audio
- The Smiths of Hollywood